# Jim Buick
James J. „Jim” Buick (ur. 14 grudnia 1940 roku w Omaha) – amerykański kierowca wyścigowy.

## Życiorys
Buick rozpoczął karierę w międzynarodowych wyścigach samochodowych w 1981 roku od startów w CART Indy Car World Series. Z dorobkiem czterech punktów został sklasyfikowany na 36 pozycji w końcowej klasyfikacji kierowców. W późniejszym okresie Amerykanin pojawiał się także w stawce American IndyCar Series oraz Indy Racing League.